# Avicularia bicegoi
Avicularia bicegoi is een spin uit de familie vogelspinnen (Theraphosidae) en lid van het geslacht Avicularia. Deze spin treft men voornamelijk aan in Brazilië.
Deze soort wordt door velen als erg afschrikwekkend beschouwd, omdat ze vele haren heeft en een grote lichaamslengte heeft (tot 5 cm). Maar deze soorten zijn niet agressief. Ze zullen indringers en predatoren wel waarschuwen door de voorpoten in de hoogte te steken en met brandharen te strooien.